# Futbol'nyj Klub Amkar Perm' 2017-2018
Questa voce raccoglie le informazioni riguardanti l'Amkar Perm nelle competizioni ufficiali della stagione 2017-2018.

## Stagione
La squadra finì al tredicesimo posto, dovendo così affrontare lo spareggio per evitare la retrocessione: nel doppio confronto ebbe la meglio sul Tambov.

## Rosa
| N. |                        | Ruolo | Calciatore             |
| -- | ---------------------- | ----- | ---------------------- |
| 1  | Russia (bandiera)      | P     | Artur Nigmatullin      |
| 2  | Serbia (bandiera)      | D     | Aleksandar Miljković   |
| 3  | Bulgaria (bandiera)    | D     | Petăr Zanev (capitano) |
| 4  | Russia (bandiera)      | D     | Nikolaj Zajcev         |
| 5  | Polonia (bandiera)     | C     | Janusz Gol             |
| 6  | Guinea (bandiera)      | D     | Sékou Condé            |
| 8  | Nigeria (bandiera)     | C     | Fegor Ogude            |
| 9  | Austria (bandiera)     | A     | Darko Bodul            |
| 10 | Russia (bandiera)      | C     | Alychan Šavaev         |
| 11 | Russia (bandiera)      | A     | Aleksej Gasilin        |
| 13 | Russia (bandiera)      | D     | Kirill Suslov          |
| 15 | Russia (bandiera)      | P     | Dmytryj Chomyč         |
| 16 | Bielorussia (bandiera) | C     | Sjarhej Balanovič      |

| N. |                        | Ruolo | Calciatore                |
| -- | ---------------------- | ----- | ------------------------- |
| 17 | Russia (bandiera)      | C     | Michail Gaščenkov         |
| 18 | Bielorussia (bandiera) | D     | Mikhail Sivakov           |
| 19 | Russia (bandiera)      | D     | Brian Idowu               |
| 20 | Russia (bandiera)      | C     | Pavel Komolov             |
| 26 | Costa Rica (bandiera)  | A     | Felicio Brown Forbes      |
| 27 | Russia (bandiera)      | C     | Michail Kostjukov         |
| 32 | Russia (bandiera)      | D     | Ivan Valer'evič Mel'nikov |
| 41 | Russia (bandiera)      | D     | Dmitrij Belorukov         |
| 66 | Iran (bandiera)        | P     | Saeid Ezatolahi           |
| 77 | Russia (bandiera)      | A     | Aleksandr Salugin         |
| 98 | Nigeria (bandiera)     | A     | Aaron Samuel              |
| 91 | Russia (bandiera)      | C     | Aleksandr Ryazantsev      |
| 95 | Russia (bandiera)      | P     | Denis Vambol't            |

## Risultati

### Campionato
| Groznyj 16 luglio 2017 1ª giornata | Achmat Groznyj | 1 – 0 referto | Amkar Perm' | Stadion imeni Achmat-Chadži Kadyrova |

| Kaspijsk 21 luglio 2017 2ª giornata | Anži | 1 – 0 referto | Amkar Perm' | Anži-Arena |

| Perm' 30 luglio 2017 3ª giornata | Amkar Perm' | 0 – 1 referto | Rostov | Stadio Zvezda |

| Chimki 5 agosto 2017 4ª giornata | Dinamo Mosca | 3 – 0 referto | Amkar Perm' | Arena Chimki |

| Perm' 8 agosto 2017 5ª giornata | Amkar Perm' | 0 – 0 referto | Ufa | Stadio Zvezda |

| Krasnodar 13 agosto 2017 6ª giornata | Krasnodar | 1 – 1 referto | Amkar Perm' | Stadio FK Krasnodar |

| Perm' 20 agosto 2017 7ª giornata | Amkar Perm' | 0 – 1 referto | Zenit San Pietroburgo | Stadio Zvezda |

| Tula 26 agosto 2017 8ª giornata | Arsenal Tula | 0 – 1 referto | Amkar Perm' | Stadio Arsenal |

| Perm' 8 settembre 2017 9ª giornata | Amkar Perm' | 0 – 1 referto | CSKA Mosca | Stadio Zvezda |

| Mosca 18 settembre 2017 10ª giornata | Lokomotiv Mosca | 0 – 1 referto | Amkar Perm' | RŽD Arena |

| Perm' 25 settembre 2017 11ª giornata | Amkar Perm' | 3 – 0 referto | SKA-Chabarovsk | Stadio Zvezda |

| Kazan' 30 settembre 2017 12ª giornata | Rubin | 0 – 1 referto | Amkar Perm' | Kazan Arena |

| Perm' 16 ottobre 2017 13ª giornata | Amkar Perm' | 0 – 0 referto | Tosno | Stadio Zvezda |

| Mosca 21 ottobre 2017 14ª giornata | Spartak Mosca | 0 – 0 referto | Amkar Perm' | Otkrytie Arena |

| Perm' 29 ottobre 2017 15ª giornata | Amkar Perm' | 1 – 1 referto | Ural | Stadio Zvezda |

| Perm' 5 novembre 2017 16ª giornata | Amkar Perm' | 1 – 2 referto | Anži | Stadio Zvezda |

| Rostov sul Don 19 novembre 2017 17ª giornata | Rostov | 0 – 0 referto | Amkar Perm' | Stadio Olimp-2 |

| Perm' 24 novembre 2017 18ª giornata | Amkar Perm' | 2 – 1 referto | Dinamo Mosca | Stadio Zvezda |

| Ufa 3 dicembre 2017 19ª giornata | Ufa | 3 – 0 referto | Amkar Perm' | Stadio Neftjanik |

| Perm' 10 dicembre 2017 20ª giornata | Amkar Perm' | 1 – 3 referto | Krasnodar | Stadio Zvezda |

| San Pietroburgo 3 marzo 2018 21ª giornata | Zenit San Pietroburgo | 0 – 0 referto | Amkar Perm' | Stadio San Pietroburgo |

| Ufa 9 marzo 2018 22ª giornata | Amkar Perm' | 0 – 2 referto | Arsenal Tula | Stadio Neftjanik |

| Mosca 18 aprile 2018 23ª giornata | CSKA Mosca | 3 – 0 referto | Amkar Perm' | Arena CSKA |

| Mosca 31 marzo 2018 24ª giornata | Amkar Perm' | 2 – 1 referto | Lokomotiv Mosca | RŽD Arena |

| Chabarovsk 7 aprile 2018 25ª giornata | SKA-Chabarovsk | 0 – 2 referto | Amkar Perm' | Stadio Lenin |

| Perm' 14 aprile 2018 26ª giornata | Amkar Perm' | 0 – 3 referto | Rubin | Stadio Zvezda |

| San Pietroburgo 22 aprile 2018 27ª giornata | Tosno | 0 – 2 referto | Amkar Perm' | Stadio Petrovskij |

| Perm' 29 aprile 2018 28ª giornata | Amkar Perm' | 0 – 2 referto | Spartak Mosca | Stadio Zvezda |

| Ekaterinburg 6 maggio 2018 29ª giornata | Ural | 0 – 2 referto | Amkar Perm' | Stadio Centrale |

| Perm' 13 maggio 2018 30ª giornata | Amkar Perm' | 0 – 0 referto | Achmat Groznyj | Stadio Zvezda |

### Spareggio retrocessione/promozione
| Perm' 17 maggio 2018 Andata | Amkar Perm' | 2 – 0 referto | Tambov | Stadio Zvezda |

| Tambov 20 maggio 2018 Ritorno | Tambov | 0 – 1 referto | Amkar Perm' | Stadio Spartak |

### Coppa di Russia
| Voronež 21 settembre 2017 Sedicesimi di finale | Fakel Voronež | 0 – 4 referto | Amkar Perm' | Stadio Centrale |

| Rostov sul Don 25 ottobre 2017 Ottavi di finale | Rostov                | 1 – 1 (d.t.s.) referto | Amkar Perm' | Stadio Olimp-2 |
| \| \| \| \| \| \| Tiri di rigore 9 – 10 \| \|   |                       |                        |             |                |
|                                                 |                       |                        |             |                |
|                                                 | Tiri di rigore 9 – 10 |                        |             |                |

| Perm' 27 febbraio 2018 Quarti di finale      | Amkar Perm'          | 0 – 0 (d.t.s.) referto | Avangard Kursk | Stadio Zvezda |
| \| \| \| \| \| \| Tiri di rigore 6 – 7 \| \| |                      |                        |                |               |
|                                              |                      |                        |                |               |
|                                              | Tiri di rigore 6 – 7 |                        |                |               |